# Prêmio Infosys
O Prêmio Infosys é um prêmio anual concedido a cientistas, pesquisadores, engenheiros e cientistas sociais de origem indiana (não necessariamente nascidos na Índia) e está entre os prêmios monetários mais altos da Índia para reconhecer a pesquisa. O prêmio para cada categoria inclui um medalhão de ouro, um certificado de citação e um prêmio em dinheiro de US $ 100.000 (ou seu equivalente em rúpias indianas).

## Laureados em Engenharia e Ciência da Computação
O Prêmio Infosys de Engenharia e Ciência da Computação é concedido anualmente desde 2010.
| Year | Laureate(s)               | Institution(s)                                           | Citation |
| ---- | ------------------------- | -------------------------------------------------------- | --- |
| 2010 | Ashutosh Sharma           | Indian Institute of Technology Kanpur                    | Premiado "em reconhecimento às suas contribuições fundamentais para os campos de superfícies e interfaces, adesão, formação de padrões, nanocompósitos, ciência dos materiais e hidrodinâmica, que têm aplicações práticas em áreas como armazenamento de energia, filtração, sistemas microeletromecânicos (MEMS ) e optoeletrônica. " |
| 2011 | Kalyanmoy Deb             | Indian Institute of Technology Kanpur                    | Premiado "por seu trabalho nas áreas de otimização multiobjetivo evolutiva e algoritmos genéticos". |
| 2012 | Ashish Kishore Lele       | National Chemical Laboratory                             | Premiado "por suas contribuições incisivas na adaptação molecular de géis poliméricos inteligentes responsivos a estímulos; explorar o comportamento anômalo de fluidos reologicamente complexos e por construir a ponte entre a dinâmica macromolecular e o processamento de polímero." |
| 2013 | V. Ramgopal Rao           | Indian Institute of Technology Bombay                    | Premiado "por suas contribuições abrangentes para a eletrônica em nanoescala, por integrar a química com a mecânica e a eletrônica para inventar novos dispositivos funcionais e por inovação e empreendedorismo na criação de tecnologias e produtos de valor social". |
| 2014 | Jayant Haritsa            | Indian Institute of Science                              | Premiado "por ser um pioneiro no design e otimização de motores de banco de dados que formam o núcleo dos modernos sistemas de informação empresarial. Suas muitas contribuições encontraram uso direto em vários tipos de bancos de dados, incluindo suporte à decisão, bancos de dados biológicos e multilíngues, bem como bancos de dados produzidos ferramentas de software para otimização de consulta e processamento de metadados. "         |
| 2015 | Umesh Waghmare            | Jawaharlal Nehru Centre for Advanced Scientific Research | Premiado "por seu uso inovador de teorias de primeiros princípios e modelagem em investigações perspicazes de mecanismos microscópicos responsáveis por propriedades específicas de materiais específicos, como isoladores topológicos, ferroelétricos, multiferróicos e materiais bidimensionais como o grafeno." |
| 2016 | Viswanathan Kumaran       | Indian Institute of Science                              | Premiado "por seu trabalho seminal em fluidos e fluxos complexos e, especialmente, em transição e turbulência em tubos e canais de paredes macias". |
| 2017 | Sanghamitra Bandyopadhyay | Indian Statistical Institute                             | Premiado "por seu histórico acadêmico em otimização algorítmica e por seu impacto significativo na análise de dados biológicos. Suas descobertas incluem um marcador genético para câncer de mama, determinação da co-ocorrência de HIV e cânceres e o papel da substância branca na doença de Alzheimer." |
| 2018 | Navakanta Bhat            | Indian Institute of Science, Bangalore                   | Premiado "por seu trabalho no design de novos biossensores com base em sua pesquisa em bioquímica e sensores gasosos que ultrapassam os limites de desempenho dos sensores de óxido de metal existentes. O prêmio reconhece seus esforços para construir uma infraestrutura de ponta para pesquisa e treinamento de talentos em sistemas em nanoescala e para o desenvolvimento de tecnologias para aplicações espaciais e de segurança nacional. " |
| 2019 | Sunita Sarawagi           | Indian Institute of Technology, Bombay                   | Premiado "por sua pesquisa em bancos de dados, mineração de dados, aprendizado de máquina e processamento de linguagem natural, e por importantes aplicações dessas técnicas de pesquisa." |
| 2020 | Hari Balakrishnan         | Massachusetts Institute of Technology                    | Premiado "por suas amplas contribuições para redes de computadores, seu trabalho seminal em sistemas móveis e sem fio". |

## Laureados em Humanidades
O Prêmio Infosys de Humanidades é concedido anualmente desde 2012.
| Year | Laureate(s)      | Institution(s)                        | Citation |
| ---- | ---------------- | ------------------------------------- | --- |
| 2020 | Prachi Deshpande | Center for Studies in Social Sciences | Premiado "por seu tratamento extraordinariamente matizado e altamente sofisticado da historiografia do sul da Ásia." |

## Laureados em Ciências da Vida
O Prêmio Infosys em Ciências da Vida é concedido anualmente desde 2009.
| Year | Laureate(s)            | Institution(s)                            | Citation |
| ---- | ---------------------- | ----------------------------------------- | --- |
| 2020 | Rajan Sankaranarayanan | Center for Cellular and Molecular Biology | Concedido "por contribuições fundamentais para a compreensão de um dos mecanismos mais básicos da biologia, a tradução sem erros do código genético para formar moléculas de proteínas." |

## Laureados em Ciências Matemáticas
O Prêmio Infosys em Ciências Matemáticas é concedido anualmente desde 2008.
| Year | Laureate(s)       | Institution(s)                        | Citation |
| ---- | ----------------- | ------------------------------------- | --- |
| 2008 | Manindra Agrawal  | Indian Institute of Technology Kanpur | Premiado "por sua excelente contribuição no campo da teoria da complexidade, um ramo da matemática e da ciência da computação preocupado com o estudo de algoritmos para resolver problemas matemáticos e científicos relacionados, e especialmente sua eficiência e tempos de execução." |
| 2020 | Sourav Chatterjee | Stanford University                   | Premiado "por seu trabalho inovador em probabilidade e física estatística". |